# Сітінохе

40°44′41″ пн. ш. 141°9′28″ сх. д. / 40.74472° пн. ш. 141.15778° сх. д.
Сітінохе́ (яп. 七戸町, しちのへまち, МФА: [ɕi̥t͡ɕinohe mat͡ɕi̥]) — містечко в Японії, в повіті Камі-Кіта префектури Аоморі. Станом на 1 жовтня 2007 площа містечка становила 337,23 км². Станом на 1 липня 2008 населення містечка становило 17 691 осіб.